# Constel·lació de l'Octant
L'Octant (Octans) és una constel·lació poc llampant creada per Nicolas-Louis de Lacaille, situada al voltant del pol sud celeste. La seva estrella Sigma Octantis (σ Oct) és l'estrella visible amb l'ull nu més apropada al pol, però tan feble que no es pot usar a la pràctica com a estrella polar per la navegació; afortunadament, la constel·lació Crux, la Creu del Sud, assenyala el pol.

## Estrelles principals

### Polaris Australis
Polaris Australis (δ Octantis), una estrella gegant vermella, allunyada avui dia del pol sud celeste 1° 2′ 24″. Amb una magnitud aparent de 5,45 és gairebé visible a ull nu. No és d'utilitat per determinar el pol sud celeste (la constel·lació de la Creu del Sud fa aquesta funció millor).

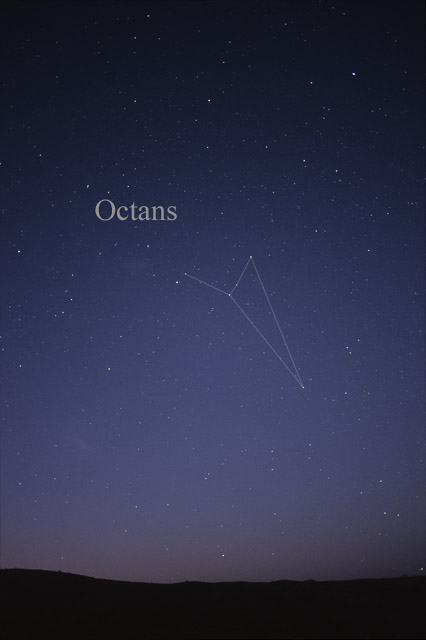

### Altres estrelles
L'estrella més brillant de la constel·lació és ν Octantis, una gegant vermella de la magnitud aparent 3,73.

### Taula de les estrelles d'Octans
| Estrella                  | Magnitud aparent | Magnitud absoluta | Distància (anys llum) | Tipus espectral |
| ------------------------- | ---------------- | ----------------- | --------------------- | --------------- |
| ν Oct                     | 3,73             | 2,1               | 69                    | K0III           |
| β Oct                     | 4,13             | 0,96              | 140                   | A9IV/V          |
| δ Oct                     | 4,31             | -0,35             | 279                   | K2III           |
| θ Oct                     | 4,78             | 0,63              | 221                   | K2III           |
| ε Oct                     | 5,09             | 0,51              | 268                   | M6III           |
| γ¹ Oct                    | 5,10             | 0,53              | 267                   | G7III           |
| α Oct                     | 5,13             | 1,85              | 148                   | F4III           |
| λ Oct                     | 5,27             | -0,36             | 436                   | G8/K0III+...    |
| γ² Oct                    | 5,29             | 0,93              | 243                   | K1/K2III        |
| ξ Oct                     | 5,32             | -0,35             | 444                   | B6IV            |
| ζ Oct                     | 5,43             | 2,01              | 157                   | F0III           |
| ι Oct                     | 5,45             | 0,17              | 371                   | K0III           |
| Polaris Australis (σ Oct) | 5,45             | 0,86              | 270                   | F0III           |
| φ Oct                     | 5,47             | 1,57              | 197                   | A0V             |
| ψ Oct                     | 5,49             | 2,56              | 125                   | F3III           |
| τ Oct                     | 5,50             | -0,52             | 523                   | K2III           |

Nota : Els valors numèrics provenen de les dades mesuradaes pel satèl·lit Hipparcos.

## Objectes celestes
La constel·lació de l'Octant conté el cúmul obert Mel 227 i les galàxies IC 4333, IC 4864, IC 4912, NGC 2573, NGC 6438 i NGC 7098.

## Història
La constel·lació de l'Octant fou creada per Nicolas-Louis de Lacaille el 1752 amb altres 13 constel·lacions per tal d'omplir els darrers trossos del cel austral sense denominació. Com les altres fou anomenada com un aparell científic: l'octant, un instrument de navegació que permet conèixer la posició.